# Sommer-Paralympics 2012/Teilnehmer (Andorra)
| stlisierte Goldmedaille | stlisierte Silbermedaille | stlisierte Bronzemedaille |
| ----------------------- | ------------------------- | ------------------------- |
| —                       | —                         | —                         |

Andorra entsendete einen Sportler zu den Paralympischen Sommerspielen 2012 in London und nahm damit erstmals an den Paralympischen Sommerspielen teil.

## Teilnehmer nach Sportart

### Schwimmen
Männer:
- Antonio Sanchez Francisco